# Rudolf Aschenbrenner
Rudolf Aschenbrenner (* 13. Februar 1907 in Grulich; † 28. Oktober 1994 in Regensburg) war ein deutscher Diplomingenieur und Geschäftsführer der 1947 gegründeten Starkstrom-Gerätebau GmbH (SGB), die später als Tochter des RWE-Konzerns in der SGB-SMIT-Gruppe aufging. 

## Leben
Aschenbrenner stammte aus Böhmen. Er studierte in Prag und begann seine berufliche Karriere in Sachsen.
Nach dem Zweiten Weltkrieg war Aschenbrenner maßgeblich für die Standortverlagerung der Netztransformatorenfertigung aus dem Sachsenwerk in Niedersedlitz (heute Stadtteil von Dresden) in das von der OBAG vermietete ehemalige Firmenareal der Konkordia Regensburg, Elektrizitätsgesellschaft mbH in Burgweinting verantwortlich, aus der in Regensburg am 17. September 1947 die Starkstrom-Gerätebau GmbH gegründet wurde. Sein damaliger Kollege Kurt Pommer überließ ihm den Auftrag, die Fabrik am neuen Standort aufzubauen. Aschenbrenner traf im Oktober 1945 am neuen Standort ein und holte im Januar darauf seine Familie nach.
Kurzzeitig nach der Unternehmensgründung als Prokurist im neuen Unternehmen tätig, dann noch im Gründungsjahr von der RWE-Tochter Aktiengesellschaft für Energiewirtschaft als Geschäftsführer eingesetzt, diente er als solcher dem Unternehmen mehrere Jahrzehnte bis zum Eintritt in den Ruhestand Anfang der 1990er Jahre und machte sich durch sein Wirken für den Wirtschaftsraum um die oberpfälzische Regierungsbezirkshauptstadt Regensburg verdient. Seine Anfang der 1960er Jahre getroffene Entscheidung, im Unternehmen mit Unterstützung von RWE auch 110-kV-Großransformatoren zu produzieren, stellte einen Quantensprung in der Firmenentwicklung dar. 1962 ließ er hierfür eine neue große Produktionshalle errichten. Bis Mitte der 1970er Jahre folgten weitere Neubauten.
Aschenbrenner war Mitglied im Rotary Club Regensburg.

## Ehrungen
- Bundesverdienstkreuz
- 1992: Matthäus-Runtinger-Medaille der Stadt Regensburg
- Namensgebung Rudolf-Aschenbrenner-Platz in Regensburg[5]